# Борівка (Бучанський район)
Борі́вка — село Макарівської селищної громади Бучанського району Київської області. Розташоване за 24 км від центру громади та за 68 км від обласного центру. Найближча залізнична станція — Буян, за 12 км. Відстань від автомагістралі «Київ — Чоп» — 6 км. Село розташоване у західній частині Київської області і межує з Житомирською. Площа населеного пункту — 218,4 га. Кількість населення 621 особа. День села — 14 жовтня.

## Історія
29 січня 1633 року пани Лозки сплатили Філону Богушевичу за мешканців села Новосілок, яких Лозки прийняли на ґрунти рожівські та осадили на урочищі, названому Боровка. Але, мабуть, поселення довго не проіснувало. Бо в люстрації Рожівського староства 1766 року село значиться як наново заселене. Дістало назву від соснового бору, яким воно оточене з трьох сторін.
У першій половині XVIII ст., за твердженням Похилевича, належало до володінь полковника Б. Хмельницького Немирича, а привілеєм Августа III у 1762 р. було подаровано Варфоломію Михаловському. З грудня 1789 р. за люстрацією Рожевського староства поселення Борівка з іншими селами стало належати до Рожівської державної маєтності. З клірових відомостей Небелицької церкви святого Миколая відомо, що поселення Борівка та Комарівка в 1805 р. належали Михайлу Шулійдимову, а в 1820 р. були у володінні генерал-ад'ютанта Храповецького. Тоді в Небилиці, Борівці і Комарівці було 67 дворів і проживало загалом 535 осіб (у Борівці — 86 мешканців). Ці села належали до Небелицького приходу, тут у 1851 р. була побудована церква дерев'яна шостого розряду святого Миколая.
Наприкінці XVIII ст. Рожівське староство на деякий час було віддане у вотчинну власність князям Понинським, але після приєднання до Росії знову визнано державною маєтністю і до 1840 р. віддавалося різним власникам в оренду. В селі вільної землі майже не було, бо навкруги був ліс, а хто бажав мати більше, міг отримати її в районі нинішнього села Ставище Радомишльського району Житомирської області або при Комарівці в урочищі Кобильне, де селянами з Борівки — Зайцем Михайлом та Ковальчуком Петром — було засновано хутір.
У XIX ст. в Небилиці жив офіцер, який завідував казенним лісом, ймовірно, він завідував і Борівським лісом, оскільки в лісі посередині дороги між Борівкою та Небилицею знаходилося лісництво «Ковальове».
На початку XX ст. в селі виникло перше промислове підприємство з обробки деревини. Його заснували приїжджі росіяни Карабчуки та Бурвікови, і називалося воно «парня», від слова «парити». Там борівчани гнули обіддя для коліс — його закуповували для возів рожівські євреї, які займалися різними перевезеннями товарів.
З 1920 р. у селі була встановлена радянська влада. У 1925 р. було відкрито нову школу, у 1928 р. — організовано ТОЗ, а в 1929 р. — промислову артіль «Нове життя», яка виготовляла бочки й тару для овочів і фруктів. У 1959 р. її реорганізували в колгосп «Комсомолець».
Перші згадки про колективізацію села — ще в 1925—1926 рр., але офіційно колгосп засновано в 1930—1932 рр. Першим головою господарства був Ковальчук Дмитро Степанович.
У 1925 р. в селі почала працювати хата-читальня, а в 1929 р. — початкова школа.
У 1935 р. поблизу села, у лісовій місцевості, що має назву «Падалка», працював лісопильний завод. Пропрацював він до 1939 р., після чого у приміщенні заводу було відкрито семирічну школу.
У період репресій було заарештовано і розстріляно К. А. Карабчука та М. П. Пирога.
У першій половині липня 1941 р. Борівку окупували німецькі війська. У 1942—1943 рр. вона була центром діяльності підпільної більшовицької групи з 11 осіб, яку очолив фельдшер Іван Спиридонович Тумік. Група входила до макарівської підпільної організації. Серед борівчан загинули в 1943 р. партизани А. М. Клименко, М. А. Клименко, З. Д. Ковальчук, П. М. Отаманенко.
У 1943 р. в лісах поблизу Борівки діяло партизанське з'єднання С. А. Ковпака. Наприкінці листопада 1943 р. на цій території велися запеклі бої. Під час війни загинуло 105 борівчан. У 1955 р. в Борівці відкрито пам'ятник загиблим воїнам-односельчанам.
У післявоєнні роки в колгоспі було збудовано 17 типових тваринницьких приміщень, столярну майстерню, автогараж.
У 1957—1960 рр. Розенцвайг Адольф Леопольдович — голова колгоспу с. Борівка, економіст — перший у колишньому Радянському Союзі впровадив гарантовану грошову оплату праці в колгоспах на базі місцевого господарства.
В «Історії міст і сіл Української РСР» про Борівку початку 1970-х було подано таку інформацію:

| Борівка - село, центр сільської Ради, розташоване за 25 км від районного центру. Населення - 639 чоловік. Сільраді підпорядковані населені пункти Лисиця, Садки-Строївка, Шнурів Ліс. У Борівці - центральна садиба колгоспу «Комсомолець», який має 2400 га землі, у т. ч. орної - 1627 га. Це багатогалузеве господарство, що спеціалізується на вирощуванні пшениці, картоплі та виробництві молока і м'яса. У селі є восьмирічна школа, клуб, бібліотека[2]. |
16 років у селі пропрацював головою колгоспу Журавський Олександр Федорович, який проявив себе як чудовий господар. При ньому колгосп піднявся на досить високий рівень за своїми досягненнями. Наступний голова Волковська Ніна Василівна зробила вагомий внесок у розбудову села.
У 1986 р. в Борівці зведено Чорнобильський масив, житлові будинки на вулиці Зоряній, ФАП, адміністративний будинок, 2 магазини, дитячий садок, у приміщенні якого нині знаходиться клуб, відкрито загальноосвітню школу.

## Галерея

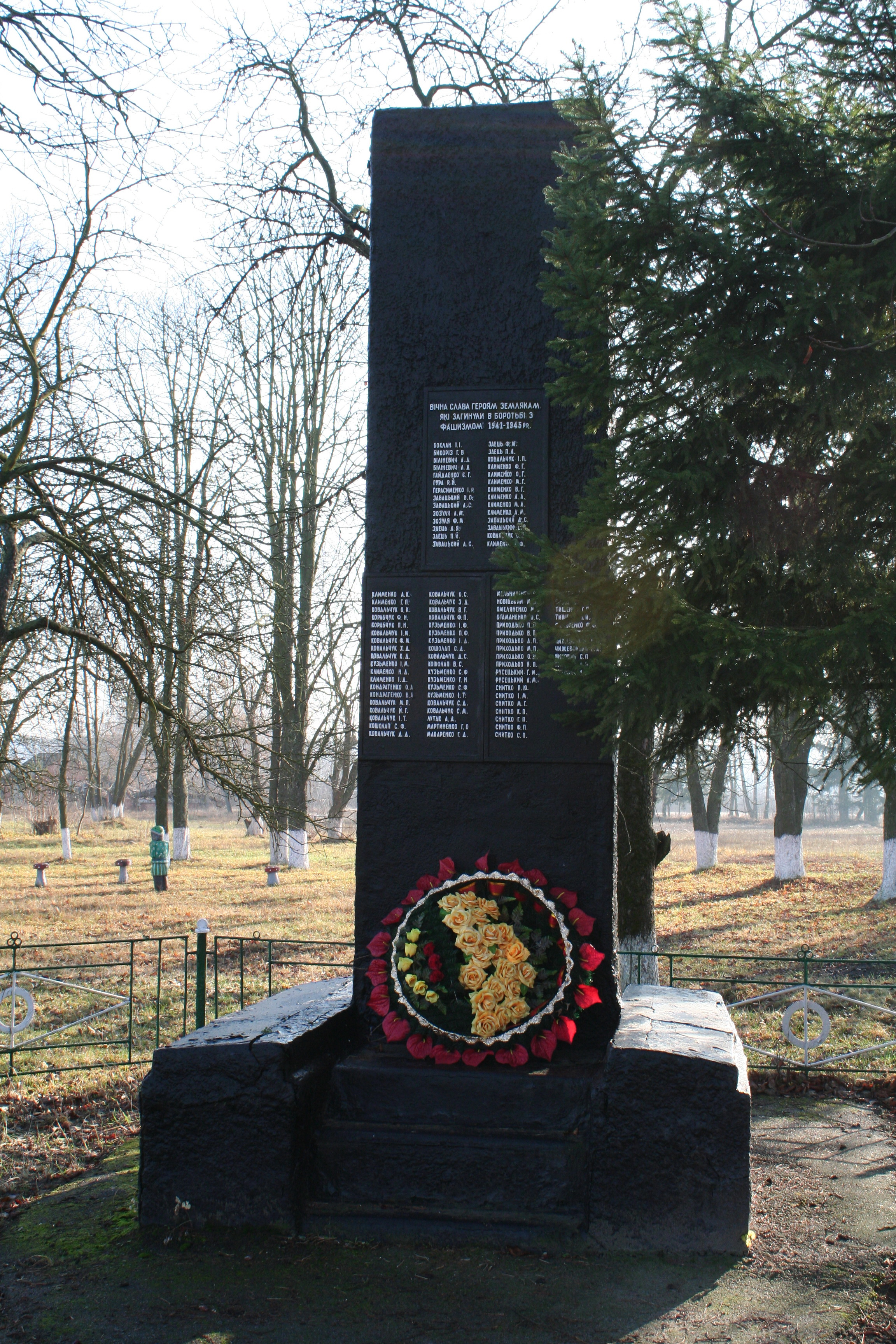
Пам'ятник на честь воїнів рад. армії, які загинули в роки Другої світової війни, с. Борівка
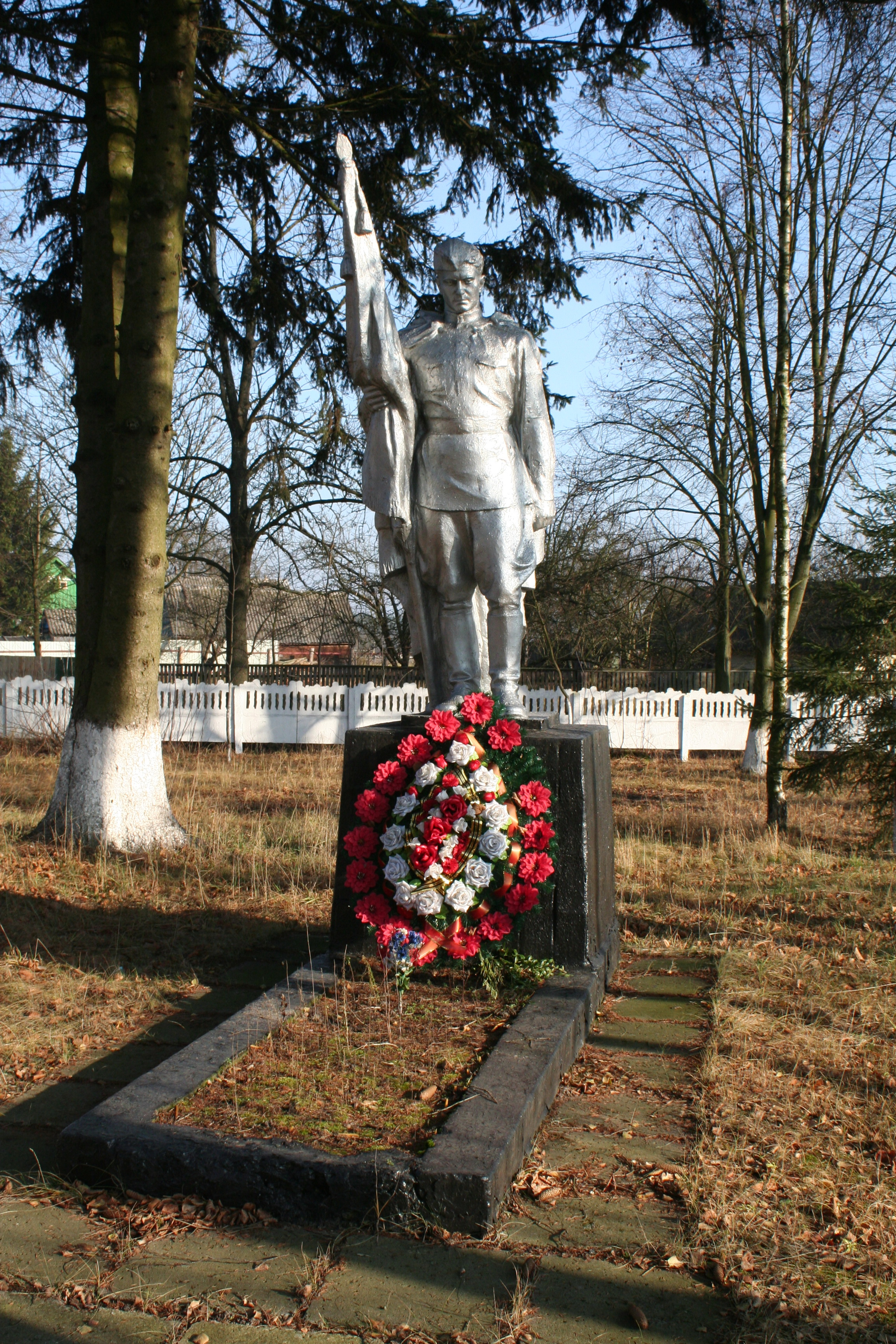
Братська могила 27 рад. воїнів, які загинули в боях при визволенні села в листопаді 1943 р.
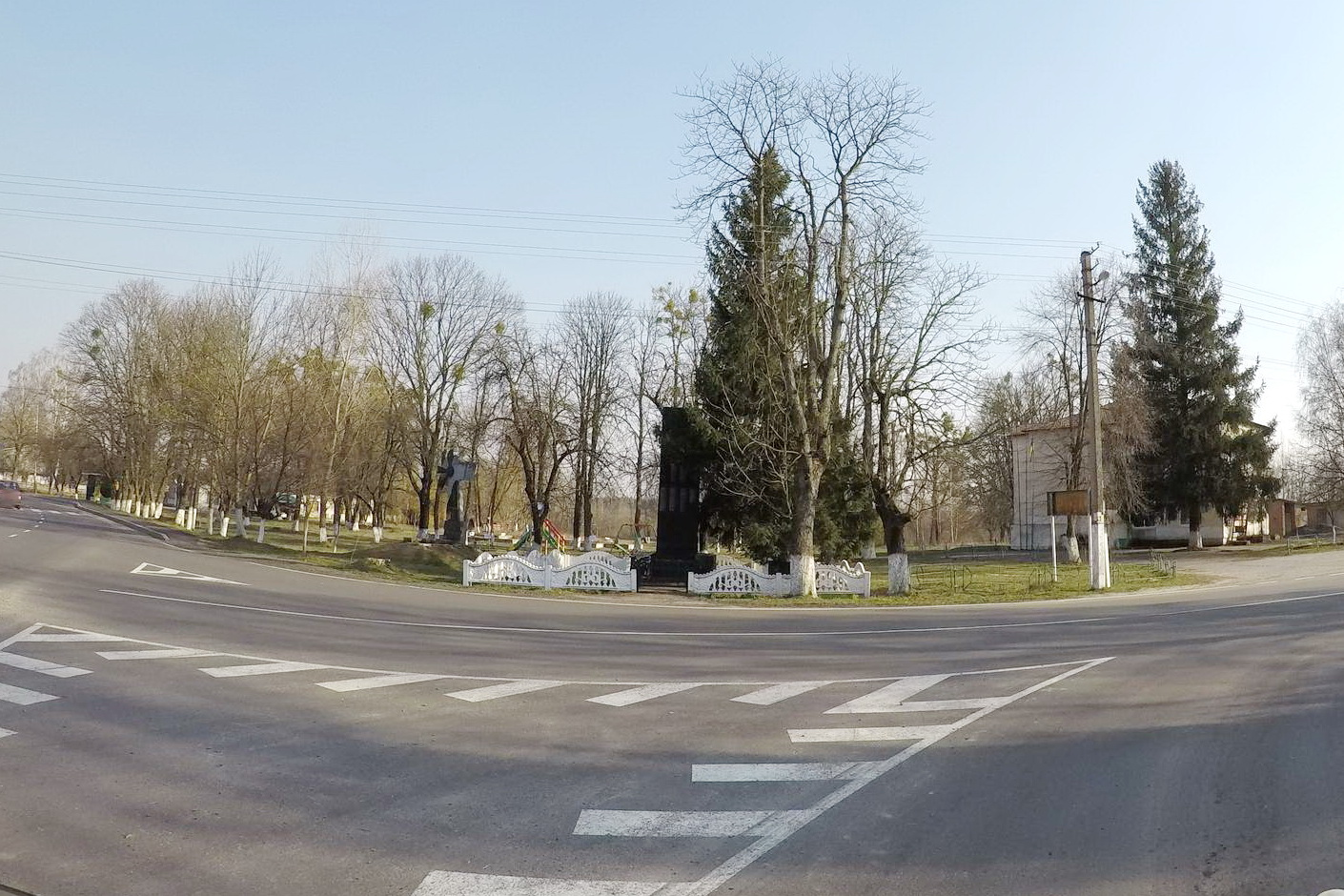
Панорама біля пам'ятника на честь воїнів Другої світової війни
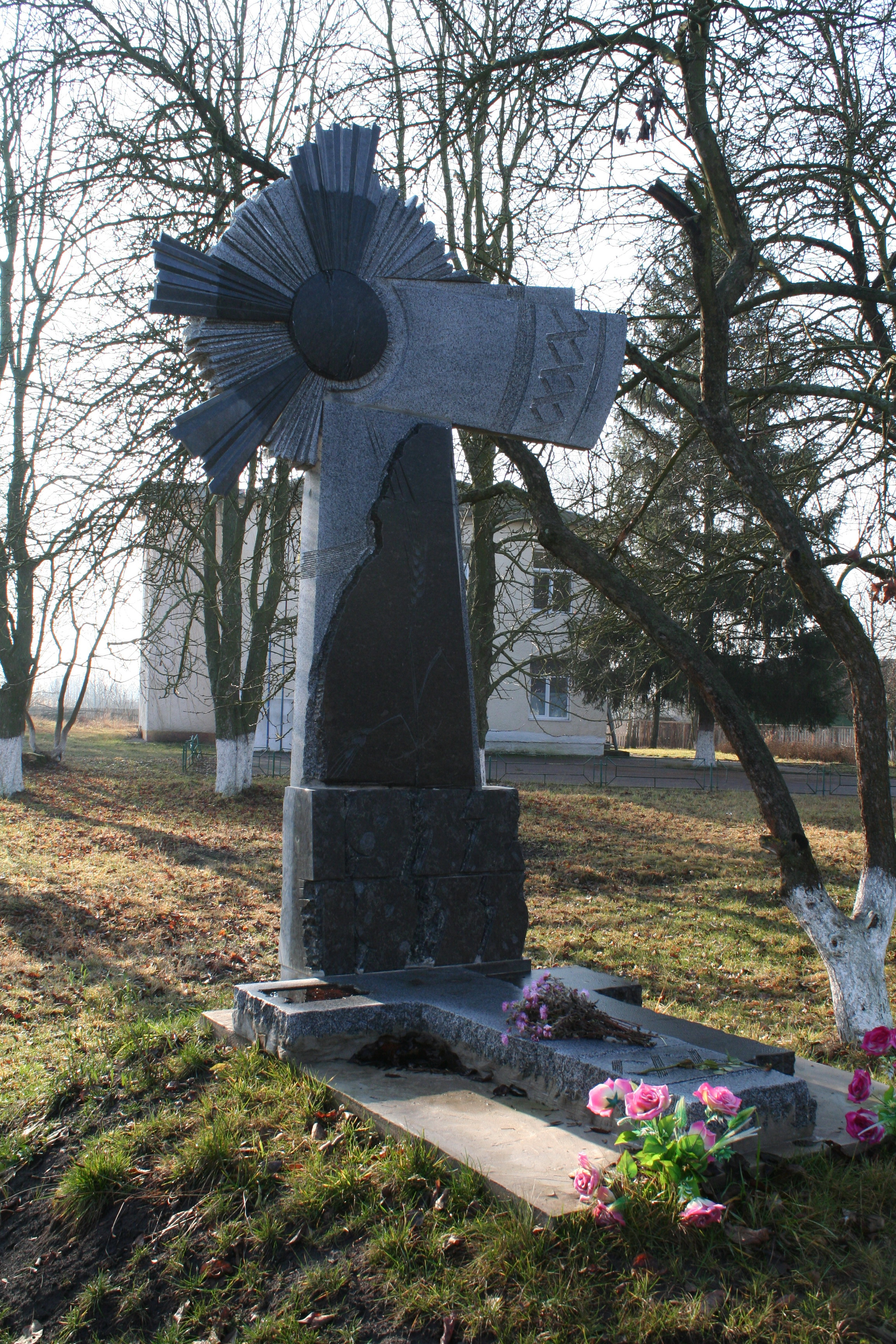
Пам'ятник жертвам Голодомору, с. Борівка, центр села біля магазину

## Сучасність
У 1997 р. на базі колгоспу утворено КСП «Борівка», в 1999 р. реорганізоване в ТОВ «Борівка».
У 2002 р. на базі школи відкрито Борівське НВО «Загальноосвітня школа І-ІІ ст. — дитсадок».
З 1992 р. головою сільської ради працює Королькова Любов Адамівна, якій незмінно довіряють односельчани. У 2008 р. вона отримала диплом лауреата Громадської акції «Ділова Київщина» та вимпел «Патріот Київщини 2007» за вагомий внесок у розбудову, всебічний розвиток Київщини і с. Борівка.

## Відомі люди
- Дудай Віталій Вікторович (1990—2023) — лейтенант Збройних сил України, учасник російсько-української війни, Герой України (2024, посмертно).
- Яків Сильвестрович Клименко — учасник бойових дій, танкіст, кавалер ордена Слави трьох ступенів;
- Людмила Іванівна Ковальчук — директор Київської публічної бібліотеки ім. Лесі Українки, віце-президент Української бібліотечної асоціації, заслужений працівник культури України, нагороджена орденом «Знак пошани», орденом Трудового Червоного прапора, орденом княгині Ольги, орденом князя Володимира Великого, медалями;
- Анатолій Борисович Корнієнко — к.мед.н., доцент, доцент кафедри педіатрії №4 Національного медичного університету імені О. Богомольця.[3]
- Лариса Йосипівна Ольшевська — відома художниця;
- Андрій Анатолійович Позняк — учасник Революції гідності на Майдані Незалежності в Києві. Один з Небесної Сотні. Герой України.